# Hailey Baldwin
Hailey Rhode Bieber, nascuda Baldwin (Tucson, Arizona, 22 de novembre de 1996) és una personalitat de televisió i model estatunidenc. Filla de l'actor Stephen Baldwin, va començar la seva carrera de model amb l'agència Ford Models de Nova York el 2014. És la dona del cantant canadenc Justin Bieber d'ençà el 2018.